# Stizophyllum
Stizophyllum, biljni rod iz porodice katalpovki smješten u tribus Bignonieae. Sastoji se od 3 vrste lijana rasprostranjenih u vlažnom tropskom biomu od Meksika do južnog Brazila i Bolivije.
Vrsta Stizophyllum riparium koristi se za izradu užadi, a navodi se i kao ljekovita. Sok dobiven iz odrezane stabljike pije se kao lijek protiv kašlja i za ublažavanje nadraženih očiju.

## Vrste
1. Stizophyllum inaequilaterum Bureau & K.Schum.
2. Stizophyllum perforatum (Cham.) Miers
3. Stizophyllum riparium (Kunth) Sandwith

## Vanjske poveznice
- Bignoniaceae